# Épures
Albums de William Sheller
Live au Théâtre des Champs-Élysées
(2001) Parade au Cirque Royal
(2005)
Épures est le 11e album studio de William Sheller sorti en 2004. Réalisé chez lui, sur son propre piano, il est un album important dans la carrière du chanteur, car le seul — en studio — où le compositeur est uniquement accompagné au piano solo. Le disque a été enregistré chez lui sur son piano personnel. Toutes ces compositions reflètent complètement l'univers intimiste habituel du chanteur. À noter, la reprise du titre Les machines absurdes, paru sur l'album studio précédent.

## Titres
| 1.    | Mon hôtel                          | 3:24 |
| 2.    | Chanson d'automne                  | 2:49 |
| 3.    | Toutes les choses qu'on lui donne  | 3:50 |
| 4.    | Clandestine                        | 2:12 |
| 5.    | Aidan song                         | 2:02 |
| 6.    | Elvira                             | 2:09 |
| 7.    | Revenir bientôt                    | 3:07 |
| 8.    | Loulou                             | 3:14 |
| 9.    | Pour la main gauche (instrumental) | 1:01 |
| 10.   | J'en avais envie aussi             | 3:46 |
| 11.   | Machines absurdes                  | 2:45 |
| 12.   | Cantilène                          | 2:45 |
| 32:37 |                                    |      |

## Crédits
- William Sheller : textes, compositions, voix, piano
- Yves Jaguet : réalisation
- Gaël Yvan : mastering